# Суд Париса (картина Джордано)
«Суд Париса» — картина итальянского художника Луки Джордано из собрания Государственного Эрмитажа.
Картина иллюстрирует популярный сюжет древнегреческой мифологии о своеобразном конкурсе красоты, на котором троянский царевич Парис выбирает прекраснейшую из трёх богинь — Афродиту, Геру или Афину. По нижнему краю картины, правее центра, подпись художника: Luca Giordano F.
Картина написана около 1682 года, во время пребывания Джордано во Флоренции. Первые владельцы картины не установлены. В 1736 году картина уже значилась в описях собрания канцлера казначейства сэра Роберта Уолпола. В 1779 году наследниками Уолпола собрание картин было продано императрице Екатерине II, и с 1779 года картина находится в Эрмитаже. В начале XX века картина была вставлена в потолочный плафон фойе Эрмитажного театра и была исключена из эрмитажных каталогов. В начале 1970-х годов её сняли с плафона и заменили современной копией. Выставлялась в зале 237 (Малый итальянский просвет) здания Нового Эрмитажа, но в начале лета 2021 года перемещена для экспонирования в Запасную галерею Зимнего дворца, зал 344.

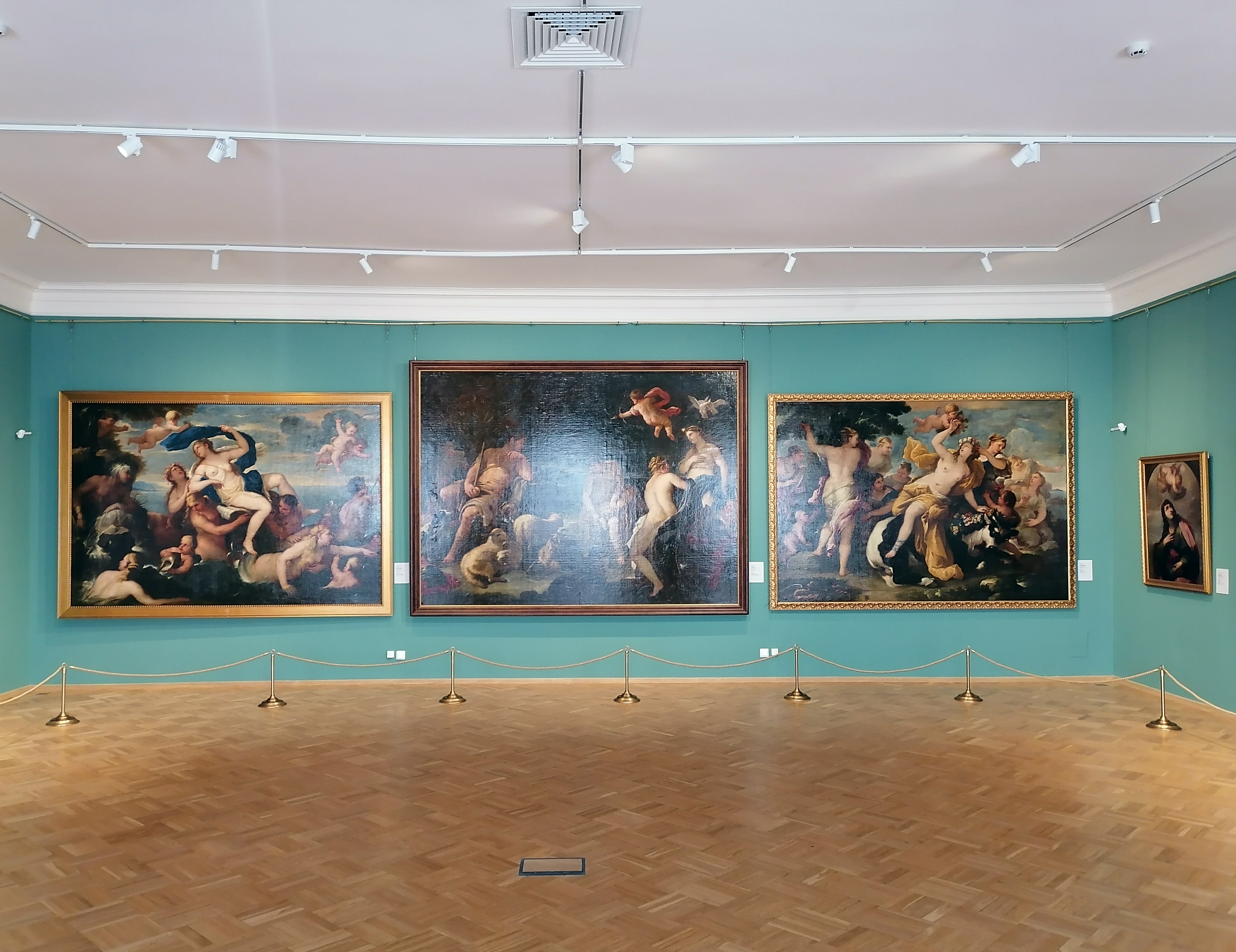
Картины Л. Джордано в 344 зале Зимнего дворца

Лука Джордано неоднократно обращался к сюжету суда Париса. Эрмитажная картина наиболее близка была к полотну из Музея кайзера Фридриха в Берлине, и в каталогах этого музея петербургская картина называлась авторской копией берлинской работы. Однако Джордано никогда буквально не повторял свои картины и эрмитажная версия считается вариантом исполнения сюжета. Берлинская картина погибла во время Второй мировой войны и известна лишь по старым репродукциям.
Долгое время считалось что «Суд Париса» являлся парной картиной к «Сну юного Вакха», однако впоследствии было установлено что парной к «Вакху…» являлась утраченная картина «Пьяный Силен», а «Суд Париса» создавался независимо от них.
Существует гравюра с картины, созданная Р. Ирломом и опубликованная Д. Бойделом в Лондоне в 1788 году. Один из сохранившихся отпечатков находится в собрании Британского музея.